# El Recuenco
El Recuenco ist ein Ort und eine Gemeinde (municipio) mit 64 Einwohnern (Stand: 2024) im Südwesten der Provinz Guadalajara in der Autonomen Gemeinschaft Kastilien-La Mancha. 

## Lage und Klima
El Recuenco liegt in einer Höhe von ca. 980 m in der Kulturlandschaft der Alcarria. Die Entfernung zur westlich gelegenen Provinzhauptstadt Guadalajara beträgt ca. 80 Kilometer (Fahrtstrecke). Das Klima ist gemäßigt bis warm; Regen (615 mm/Jahr) fällt übers Jahr verteilt.

## Bevölkerungsentwicklung
| Jahr      | 1970 | 1981 | 1991 | 2001 | 2011 | 2021 |
| Einwohner | 428  | 193  | 134  | 103  | 86   | 61   |

## Sehenswürdigkeiten
- Kirche Mariä Himmelfahrt